# Iquiracetima tuberosa
Iquiracetima tuberosa là một loài bọ cánh cứng trong họ Cerambycidae.